# Landesjägermeister
Der Landesjägermeister ist in Österreich der Vorsitzende eines Landesjagdverbandes und damit der gesamten Jägerschaft eines Bundeslandes in Österreich. Er wird in der Regel alle fünf Jahre von den Vertretern der Jägergemeinschaft gewählt.

## Aufgaben
Die Aufgaben des Landesjägermeisters, geregelt durch individuelle Satzungen der jeweiligen Bundesländer, werden grob in folgende Bereiche gegliedert:
- Er vertritt die gesamte Jägerschaft eines Landes nach außen.
- Er ist berufen, Zielsetzungen vorzuschreiben und hat die Aufsicht über deren Einhaltungen zu wachen.
- Er führt den Vorsitz im Vorstand sowie bei Hauptversammlungen und in Landesjagdausschüssen.
- Er ist berechtigt, bei entsprechender Zustimmung Bezirksjägermeister ihres Amtes zu entheben.
- Bei einer zeitweiligen Verhinderung hat er einen der beiden Stellvertreter für das Fortführen seiner Aufgaben zu bestimmen.
- Je nach Bedarf, in der Regel vierteljährlich, beruft er Sitzungen des Vorstandes ein.

Bei Rücktritt, Abberufung oder sonstiger vorzeitiger Beendigung seiner Funktion hat der Vorstand einen seiner beiden Stellvertreter bis zu einer nachfolgenden Ersatzwahl vorübergehend zu wählen. Bei etwaiger Stimmgleichheit des Vorstands für beide Kandidaten hat zumeist das Los zu entscheiden.
Durch den Besitz einer Jagdkarte in Österreich ist jeder Karteninhaber automatisch Mitglied eines Landesjagdverbandes, welcher wiederum vom Landesjägermeister repräsentiert wird. Die jeweiligen neun Landesjägermeister repräsentieren somit zu hundert Prozent sämtliche Jäger des jeweiligen Bundeslandes.
Der Vorsitz der Landesjägermeisterschaft wird Geschäftsführender Landesjägermeister genannt und wechselt zwischen den jeweiligen Bundesländern jährlich. Als Hauptbürositz hat sich als größter Landesjagdverband Niederösterreich etabliert.

## Aktuelle Landesjägermeister
| Bundesland       | Name                      | Im Amt seit |
| ---------------- | ------------------------- | ----------- |
| Burgenland       | Roman Leitner             | 2017        |
| Kärnten          | Walter Brunner            | 2019        |
| Niederösterreich | Josef Pröll               | 2012        |
| Oberösterreich   | Herbert Sieghartsleitner  | 2019        |
| Salzburg         | Maximilian Mayr-Melnhof   | 2017        |
| Steiermark       | Franz Mayr-Melnhof-Saurau | 2017        |
| Tirol            | Anton Larcher             | 2013        |
| Vorarlberg       | Reinhard Metzler          | 2015        |
| Wien             | Norbert Walter            | 2016        |